# Champ volcanique San Francisco
Le champ volcanique San Francisco, ou champ volcanique de San Francisco (en anglais : San Francisco volcanic field) est une zone volcanique du nord de l'Arizona, au nord de Flagstaff, aux États-Unis d'Amérique. Le champ s'étend sur 4 700 km² de la limite sud du plateau du Colorado. 
Le champ comporte environ 600 volcans dont l'âge varie de près de 6 millions d'années à moins de 1 000 ans (du Miocène à l'Holocène), dont le plus jeune est le cratère Sunset. Le plus haut sommet du champ est le pic Humphreys, au périmètre nord de Flagstaff : le pic est le point le plus élevé d'Arizona, à 3 851m et fait partie du pic San Francisco, un complexe stratovolcanique disparu.

## Galerie d'images

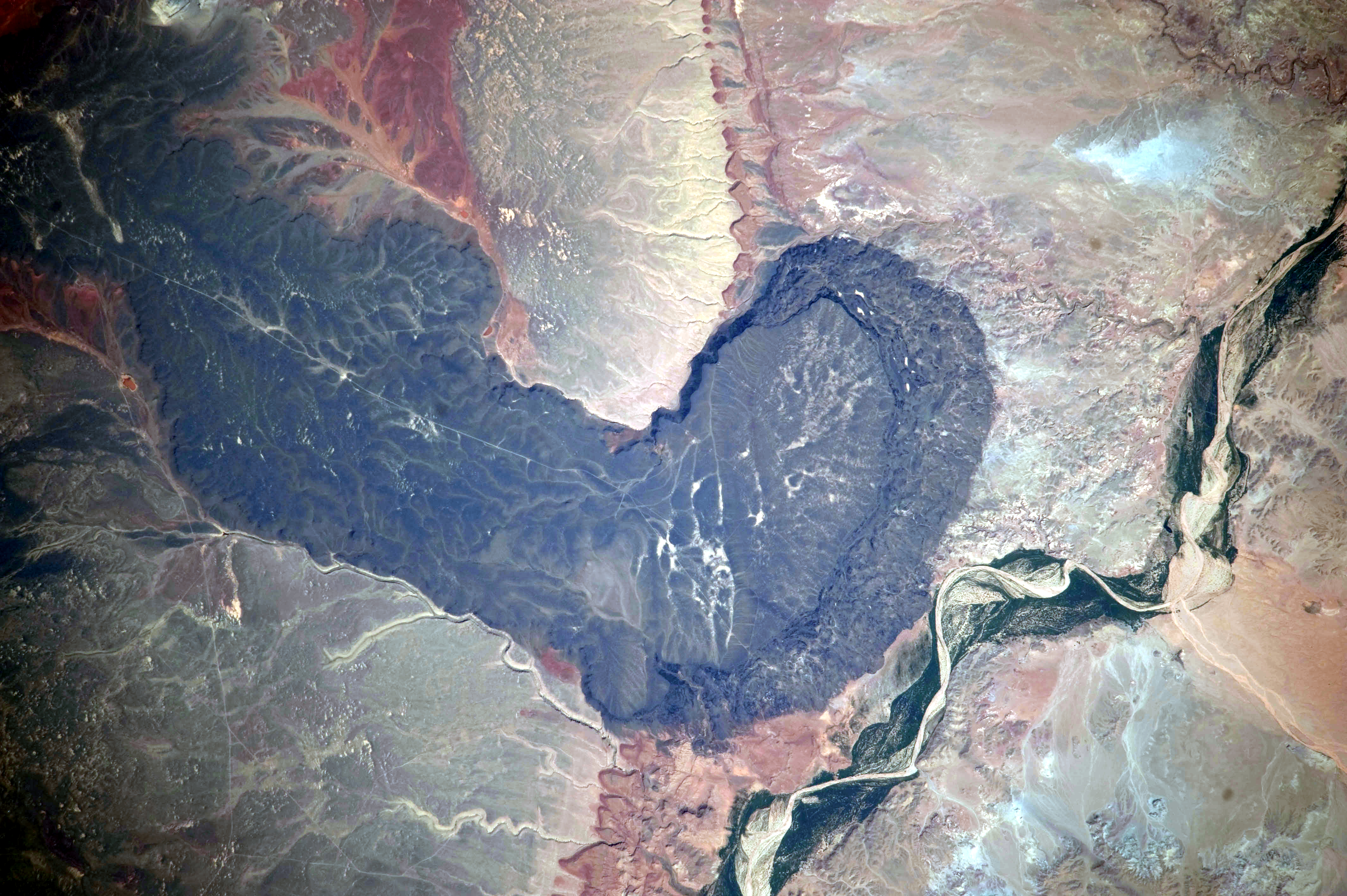
Coulée de lave Black Point depuis l'espace
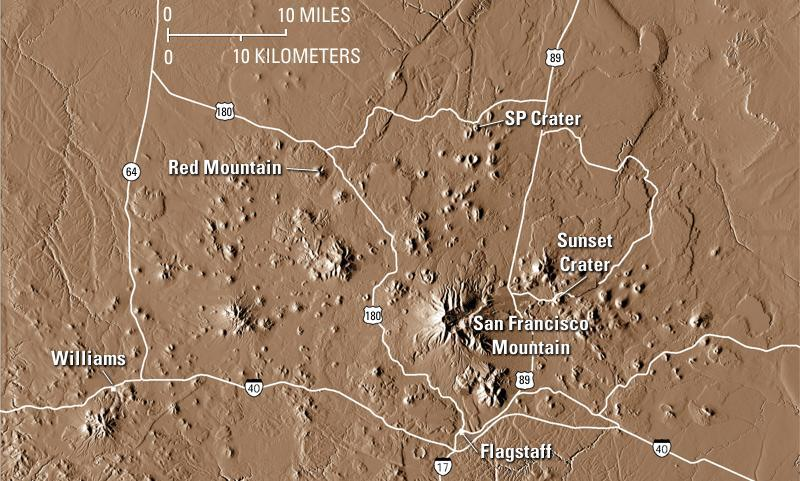
Carte du champ volcanique